# Emile Baron
Pour les articles homonymes, voir Baron.
Emile Raymond Baron (né le 17 juin 1979 à Fish Hoek en Afrique du Sud) est un footballeur international sud-africain, qui évoluait au poste de gardien de but.

## Biographie

### Carrière en sélection
Après avoir participé aux JO 2000, Baron dispute sa première sélection lors d'un match amical contre l'Arabie saoudite le 20 mars 2002, et a en tout disputé 4 matchs.
Il est également sélectionné par April Phumo pour participer à la CAN 2004. En avril 2010, il reçoit une blessure sérieuse à l'épaule qui lui fait manquer la coupe du monde 2010 dans son pays.

## Palmarès
- Champion d'Afrique du Sud en 2005 avec Kaizer Chiefs  et en 2010 avec Supersport United